# Diabulus in Musica
Diabulus in Musica är ett symphonic metal-band från Pamplona (Spanien) och startat år 2006.

## Historia
Bandet startades i Pamplona (Navarra) år 2006 av Zuberoa Aznárez, Gorka Elso, Adrián Vallejo och Jorge Arca (fyra unga musiker som kom från andra band). Senare hoppade Xabier Jareño och Álex Sanz in i bandet och under den första tiden spelade de in några egna låtar som bandet senare vann olika band-tävlingar med samt en plats inom lokala publiken. Under år 2010 valde bandet sina bästa låtar (som DIM tidigare spelade in) för att skapa en första EP kallad Secrets EP, och dessa låtar (samt namnet) valdes ut för att vara med i debutalbumet som släpptes 2010, via det skivbolaget Metal Blade Records. 
I slutet på februari 2012 släpptes deras andra album The Wanderer i Spanien, Finland och Sverige via skivbolaget Napalm Records, och ska senare släppas i övriga Europa och världen.

## Medlemmar
Nuvarande medlemmar
- Zuberoa Aznárez – sång (2006– )

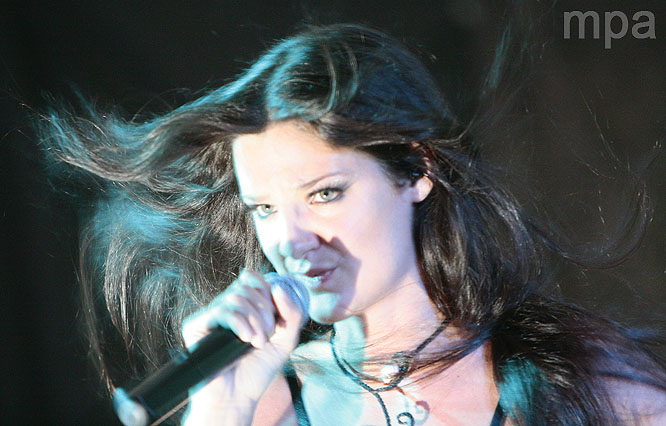
Zuberoa Aznárez

- Gorka Elso – keyboard, grunt (2006– )
- Alexey Kolygin – gitarr (2013– )
- David Erro – basgitarr (2021– )
- Ion Feligreras – trummor (2021– )

Tidigare medlemmar
- Jorge Arca – basgitarr (2006–2008)
- Adrián M. Vallejo – gitarr, scream (2006–2012)
- Javier De La Casa – basgitarr (2008–2009)
- Xabier Jareño – trummor (2009–2012)
- Alejandro "Álex" Sanz – basgitarr (2010–2012)
- Álex Sanz – basgitarr (2010–2011)
- Odei Ochoa – basgitarr (2013–2017)
- David Carrica – trummor (2013–2021)

Turnerande medlemmar
- Álex Sanz – basgitarr (2009–2010)

## Diskografi
Demo
- Secrets (EP) – 2009

Studioalbum

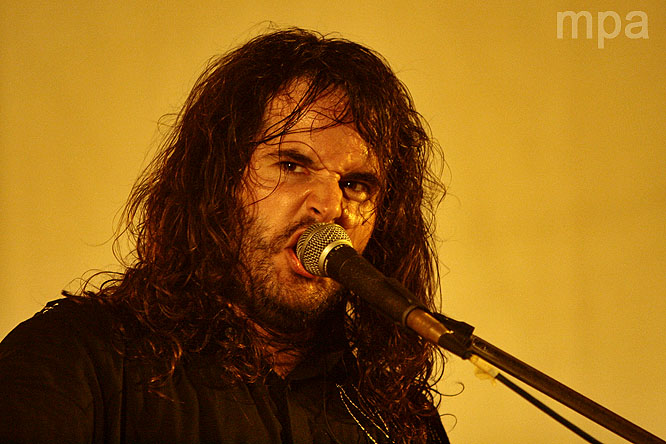
Gorka Elso

- Secrets – 2010 (Metal Blade Records)
- The Wanderer – 2012 (Napalm Records)
- Argia – 2014 (Napalm Records)
- Dirge for the Archons – 2016 (Napalm Records)
- Euphonic Entropy – 2020 (Napalm Records)